# هارت كرين
هارولد هارت كرين (بالإنجليزية: Harold Hart Crane)‏ (21 يوليو 1899 – 27 أبريل 1932) كان شاعرًا أمريكيًا. وجد كرين الإلهام والإثارة في شعر تي. إس. إليوت، وكتب شعرًا حداثيًا صعبًا ومنسقًا للغاية وطموحًا في نطاقه. سعى كرين في أكثر أعماله طموحًا، الجسر، إلى كتابة قصيدة ملحمية في وريد قصيدة الأرض اليباب، التي عبرت عن وجهة نظر أكثر تفاؤلًا بالثقافة الحضرية الحديثة من تلك الموجودة في قصيدة إليوت. أشاد كتّاب المسرحيات، والشعراء، ونُقاد الأدب (من ضمنهم روبرت لويل، وديريك وولكوت، وتينيسي ويليامز، وهارولد بلوم) بكرين في السنوات التي تلت انتحاره في سن الثانية والثلاثين، باعتباره واحدًا من أكثر الشعراء تأثيرًا في عصره.

## حياته وأعماله
وُلد هارت كرين في غاريتسفيل، أوهايو، وهو ابن كليرانس إيه. كرين وغريس إيدنا هارت. كان والده رجلَ أعمال ناجحًا من أوهايو، وهو مبتكر حلويات لايف سيفرز وحاصل على براءة اختراع فيها، لكنه باعها مقابل 2,900 دولار قبل أن تصبح علامة تجارية مشهورة. ابتكر أنواعًا أخرى من الحلويات وجمع ثروة من صناعتها عن طريق قضبان الشوكولا. كان والد كرين ووالدته يتشاجران باستمرار، وتطلقا مبكرًا في أبريل عام 1917. ترك كرين مدرسة إيست الثانوية في كليفلاند خلال سنته الأولى وانتقل إلى مدينة نيويورك، ووعد والديه بأنه سيلتحق بجامعة كولومبيا لاحقًا. سبّب ذلك استياءً لوالديه في منتصف إجرائهما لمعاملات الطلاق. عمل كرين في عدة أعمال تأليف إعلانات، وتنقل بين شقق أصدقاءه في مانهاتن. تنقل بين عامي 1917 و1924 بين نيويورك وكليفلاند، إذ عمل محرر إعلانات وعاملًا في مصنع والده. يظهر من خلال رسائل كرين أن نيويورك كانت أكثر مكان شعر فيه بأنه في وطنه، وألف جزءًا كبيرًا من أشعاره هناك.

## وصلات خارجية
- هارت كرين على موقع الموسوعة البريطانية (الإنجليزية)
- هارت كرين على موقع ميوزك برينز (الإنجليزية)
- هارت كرين على موقع إن إن دي بي (الإنجليزية)
- هارت كرين على موقع ديسكوغز (الإنجليزية)